# Tiariturris spectabilis
Tiariturris spectabilis é uma espécie de gastrópode do gênero Tiariturris, pertencente a família Pseudomelatomidae.